# Catedral de Nuestra Señora de Walsingham (Houston)
La catedral de Nuestra Señora de Walsingham o simplemente Iglesia principal de Nuestra Señora de Walsingham (en inglés: Cathedral of Our Lady of Walsingham; Principal Church of Our Lady of Walsingham) En Houston, Texas, es una iglesia católica erigida en 1984 como parroquia bajo la arquidiócesis de Galveston-Houston, y actualmente es la catedral del ordinariato personal de la Cátedra de San Pedro. La iglesia presenta un estilo arquitectónico distintivo que recuerda a iglesias de estilo neogótico de herencia anglicana y es la primera parroquia en los Estados Unidos dedicada a Nuestra Señora de Walsingham. La Orden de Misa es tradicional y anglicana en carácter y contenido. La parroquia fue fundada por el clero que anteriormente eran líderes pastorales de iglesias episcopales u otras iglesias anglicanas pero que se reunificaron con el catolicismo.
En 1980, el Papa Juan Pablo II permitió el uso anglicano a los anglicanos que entran en comunión con la Iglesia católica manteniendo algunas suas tradiciones.
El 1 de enero de 2012, con la creación del Ordinariato Personal de la Cátedra de San Pedro, Nuestra Señora de Walsingham se convirtió en la iglesia principal del ordinariato. En 2014, se erigió una cancillería en los terrenos de la iglesia para administrar las operaciones del ordinariato. El 2 de febrero de 2016, Steven J. Lopes fue ordenado como el primer obispo del ordinariato, sucediendo Jeffrey N. Steenson como ordinario. Con la ordenación del obispo Lopes, Nuestra Señora de Walsingham fue elevada a la categoría de catedral.

## Véase también

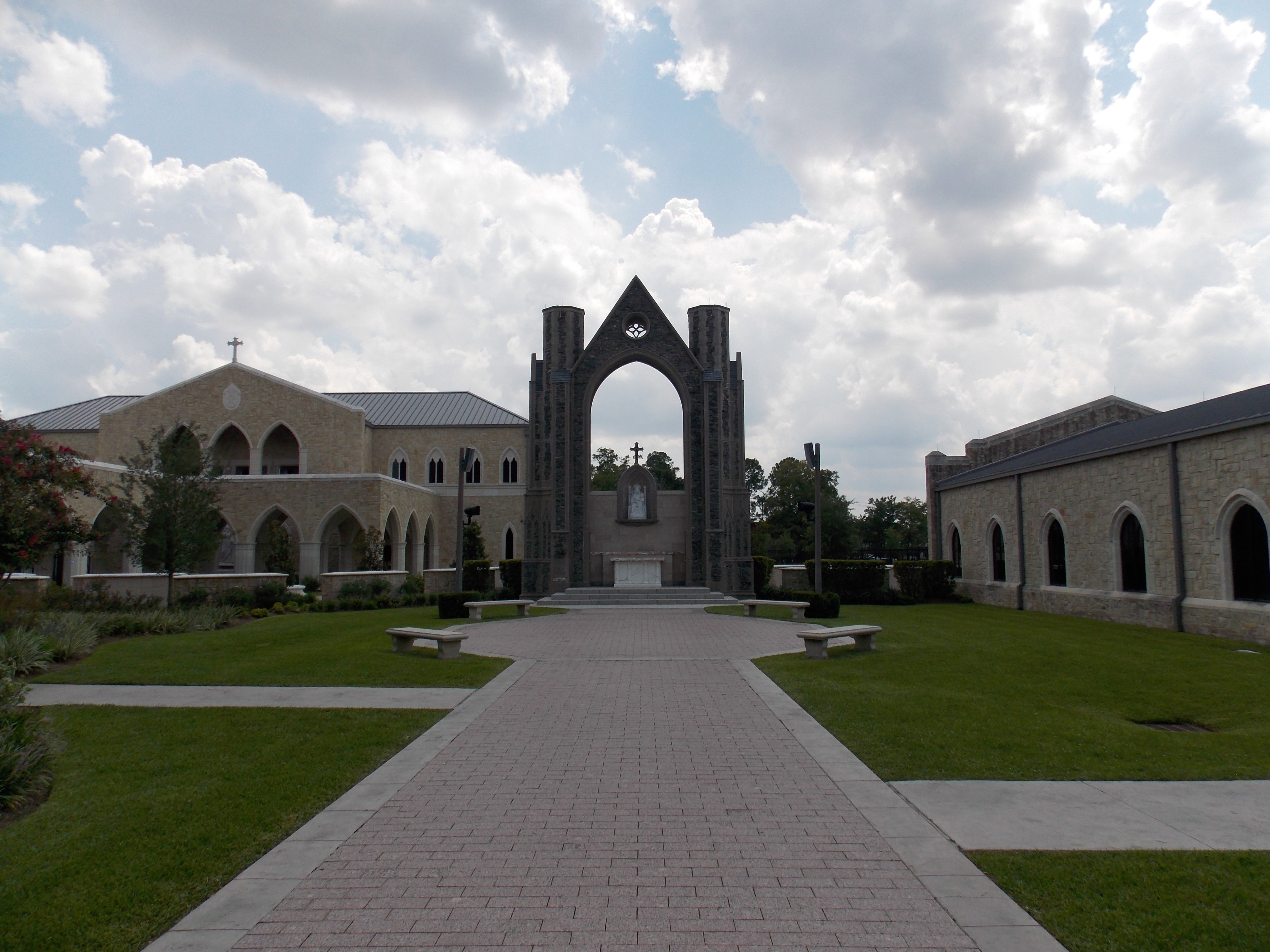
Otra vista del templo